# 전수연
전수연 (1978년 7월 2일 ~)은 대한민국의 뉴에이지 피아니스트이자 작곡가이다. 그녀가 만든 곡들의 대부분은 그녀가 어렸을 때 겪었던 일들에서 영감을 얻어 작곡한 곡이라고 한다.

## 학력
- 공주교육대학교 수학교육과 학사

## 생애
충청남도 논산군에서 출생하여 강원도에서 성장하였다. 유치원 때 처음 피아노를 접하였으나 흥미를 갖지 못해 그만 두었다가, 초등학교 2학년 때 친구의 초청으로 피아노 연주회에 참석한 것을 계기로 다시 피아노를 시작하여 틈틈이 시간이 날 때마다 곡들을 작곡, 2005년 스튜디오를 찾아가 음반 < Sentimental Green >을 낸 것을 계기로 뉴에이지 피아노 연주자로 데뷔하게 되었다.

## 음반 목록

### 정규
| 연도 | 앨범명               |
| ---- | -------------------- |
| 2005 | Sentimental Green    |
| 2006 | 꽃ㆍ花ㆍFlower       |
| 2007 | 바람결에 민들레가... |
| 2008 | One Fine Day         |
| 2010 | Songs                |
| 2010 | 고양이의 하루        |
| 2011 | 행복한 우리집        |
| 2013 | 나를 기억해줄래요?   |
| 2014 | 꽃비 내리는 숲       |
| 2016 | 봄 바람에 흩날리는   |
| 2018 | Dreams               |
| 2020 | 소풍                 |
| 2021 | 숲이 있는 바다       |

### 베스트
| 연도 | 앨범명                  |
| ---- | ----------------------- |
| 2012 | Piano Therapy (2012)    |
| 2013 | I Am Happy [Remastered] |
| 2018 | 봄 Spring               |

### EP (미니앨범)
| 연도 | 앨범명                                           |
| ---- | ------------------------------------------------ |
| 2010 | Fly, Fly, Fly                                    |
| 2011 | 잿빛 바람을 품은 은사시나무 숲 - Ruby's Juke Box |
| 2011 | 마음의 집                                        |

### 싱글
| 연도 | 앨범명                                           |
| ---- | ------------------------------------------------ |
| 2007 | 내가 너의 곁에 잠시 살았다는 걸                  |
| 2008 | Oh, My Love                                      |
| 2011 | 바람, 꽃을 만나다                                |
| 2012 | 바람 좋은 날 - Ruby's Juke Box                   |
| 2012 | 풍랑몽(風浪夢) - Ruby's Juke Box                 |
| 2012 | 햇살, 나뭇잎 사이로 - Ruby's Juke Box            |
| 2012 | 내 인생의 설탕 - Ruby's Juke Box                 |
| 2012 | 꿈 - Ruby's Juke Box                             |
| 2012 | 丹心歌 (단심가 - 向主一片丹心) - Ruby's Juke Box |
| 2012 | 그대와 나 - Ruby's Juke Box                      |
| 2013 | 나는 - Ruby's Juke Box                           |
| 2013 | 궁딩팡팡 용서해줄께                              |
| 2017 | 신나는 꼬북이                                    |
| 2017 | 푸른 기억의 바다                                 |
| 2017 | Don't Be Shy                                     |
| 2018 | 바다 기린씨의 보석상자                           |
| 2018 | 사랑을 그리는 아이들                             |
| 2018 | 노란 별                                          |
| 2018 | 행복한 호수                                      |
| 2018 | 나리꽃길에 핀 나비꽃                             |
| 2018 | 너는 해당화                                      |
| 2018 | 하얀 밤 꽃빛이 되어                              |
| 2018 | 아기 거북 꼬꼬                                   |
| 2019 | 하늘과 맞닿은 그곳에                             |
| 2019 | 마녀의 산책길                                    |
| 2019 | 병아리 합창단                                    |
| 2019 | 봄소풍 가는 길                                   |
| 2019 | 꽃꼬댁                                           |
| 2019 | Perhaps Love                                     |
| 2019 | 비 오는 날의 진혼곡                              |
| 2019 | 키다리아저씨의 우산                              |
| 2019 | 아기 길고양이 삼색이의 유랑                      |
| 2019 | 해가 잠드는 밤                                   |
| 2019 | 별이 오는 언덕                                   |
| 2019 | 숲이 머무는 집                                   |
| 2019 | 새벽에 부는 바람                                 |
| 2020 | 강물                                             |
| 2020 | 봄 숲                                            |
| 2020 | 고양이가 사는 숲                                 |
| 2020 | 꽃은 품은 바람                                   |
| 2020 | 너와 나의 별                                     |
| 2020 | 너울지는 달                                      |
| 2020 | 좋은 날                                          |
| 2020 | 퐁선, 바람을 타고                                |
| 2020 | 향기가 머물다 간 자리                            |
| 2020 | 오르골의 밤                                      |
| 2021 | 맛있어 (Piano Solo)                              |
| 2021 | 내게 온 봄                                       |
| 2021 | 꽃이 오는 언덕                                   |
| 2021 | 별이 내리는 마을                                 |
| 2021 | 하늘을 나는 닭, 도도                             |
| 2021 | 바람에 이는                                      |
| 2021 | 바다의 달                                        |
| 2021 | 소라빛 따라                                      |